# Brama Stągiewna
Brama Stągiewna, Stągwie Mleczne (niem. Milchkannentor) – zabytkowa brama miejska na Wyspie Spichrzów w Gdańsku.

## Historia
Wybudowane na początku XVI wieku wieże obronne z powodu kształtów zwane Stągwiami Mlecznymi, są pozostałością fortyfikacji miejskich. Na początku XVII wieku brama została przebudowana. W czasie oblężenia w 1813 roku część bramy uległa zniszczeniu. W 1945 roku spaliły się wnętrza i zawaliły dachy.
Od 1972 roku brama była użytkowana przez Spółdzielnię Pracy Twórczej Polskich Artystów Plastyków ARPO, która w latach 90. wykupiła obiekt. W 2012 roku brama została sprzedana. Powierzchnia obiektu wynosi 400 m².

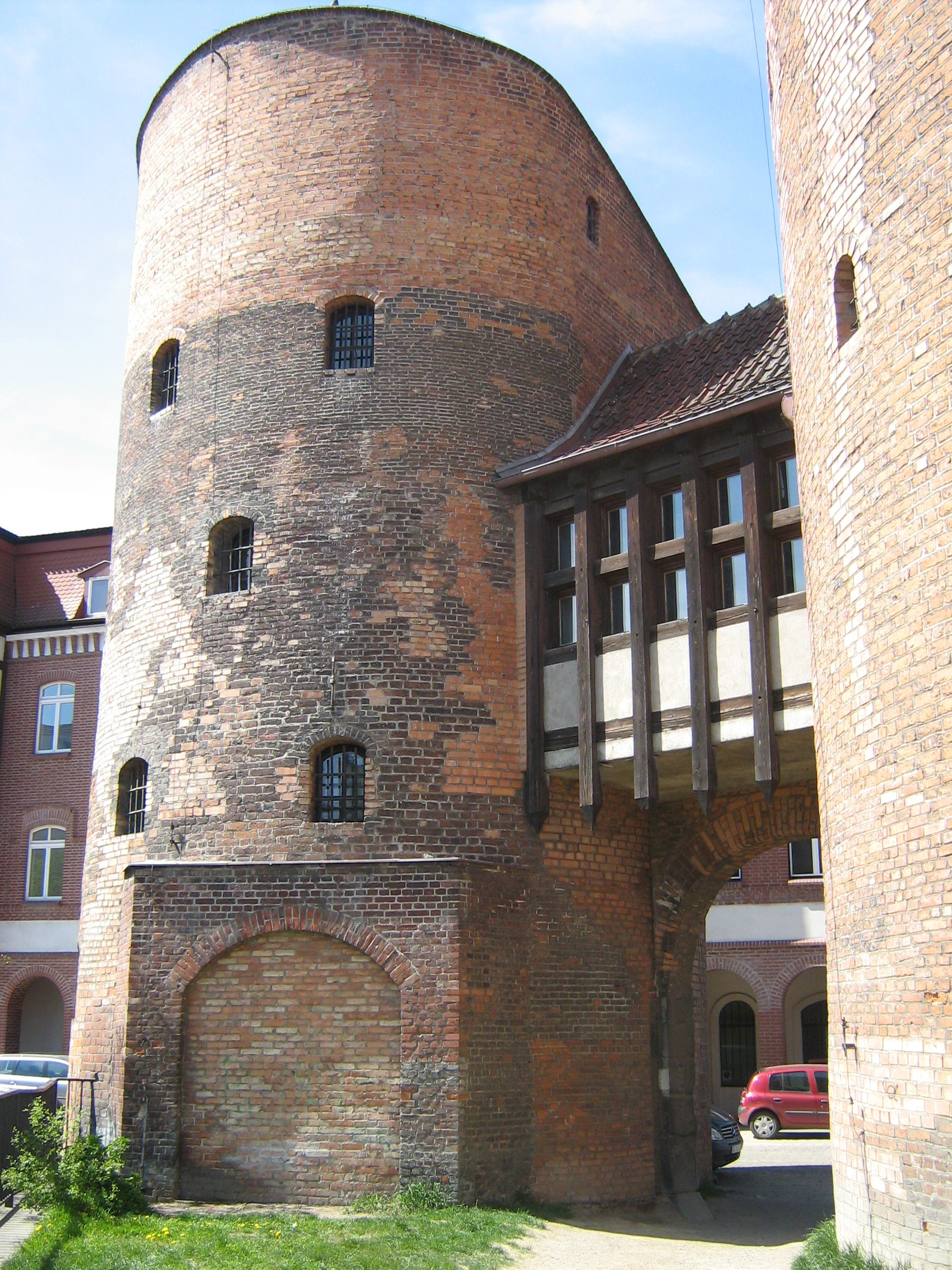
Mała Stągiew (niem. Sahnentopf – Dzbanek śmietany)
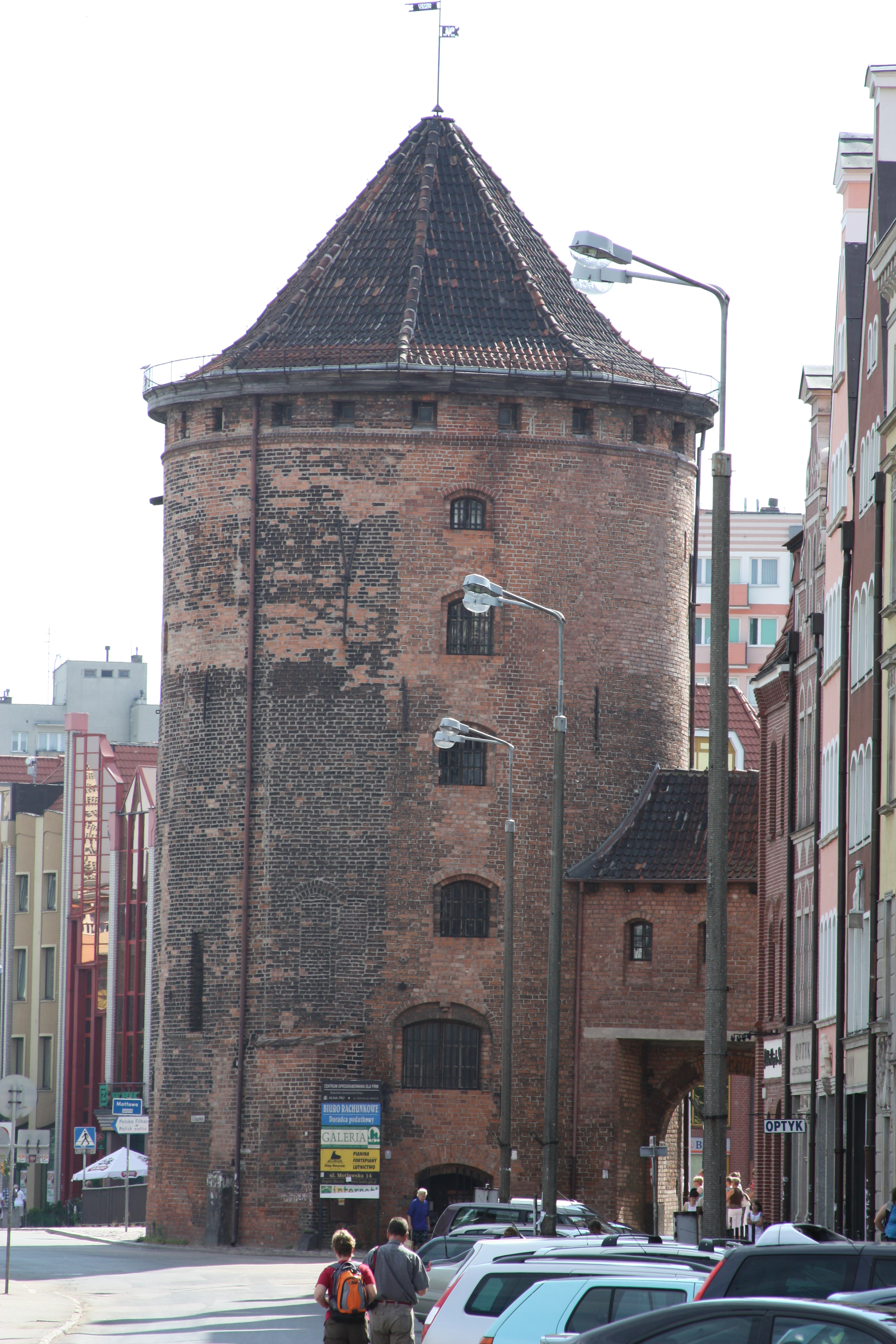
Baszta Wielka Stągiew
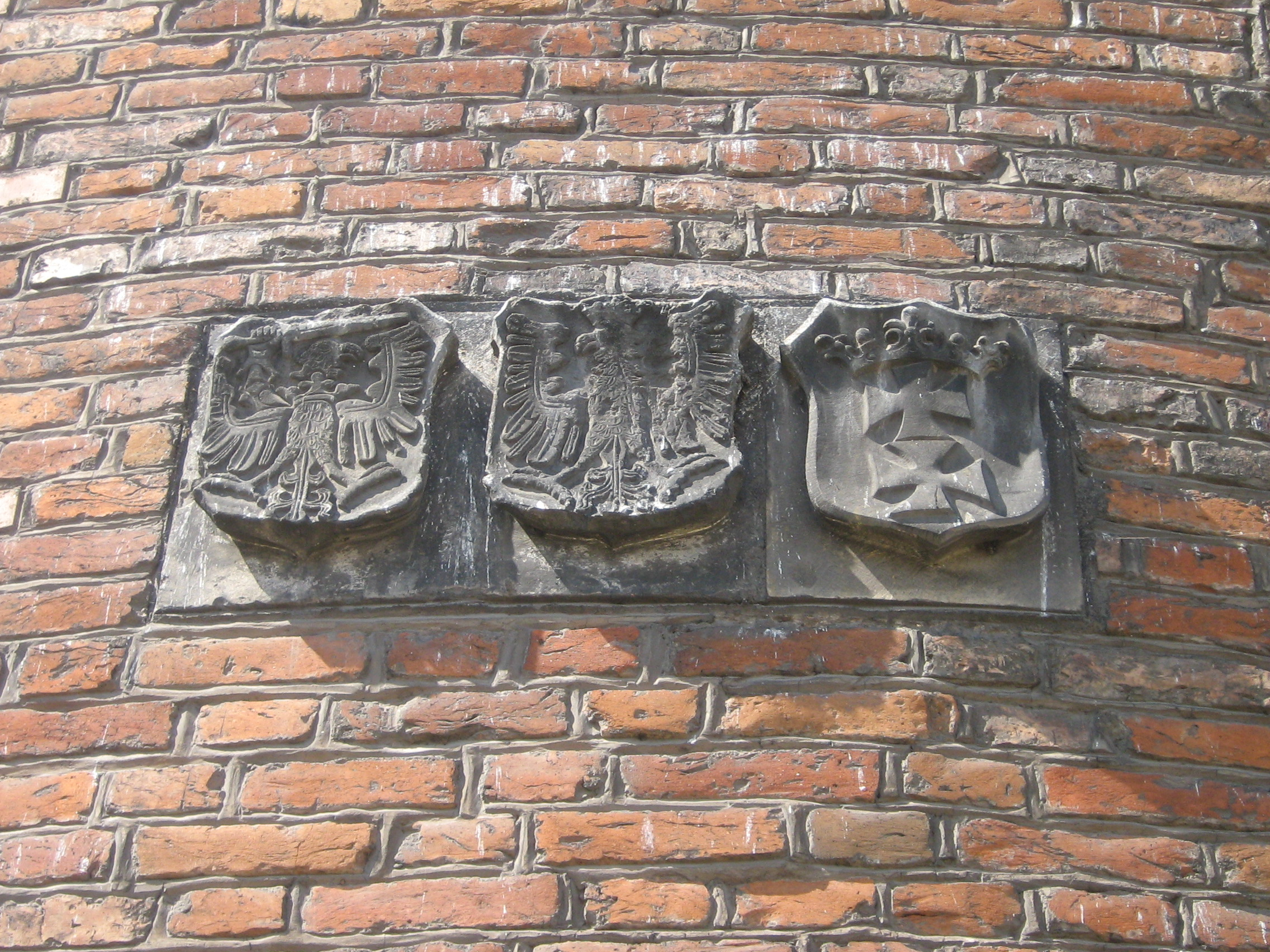
Herby na Wielkiej Stągwi
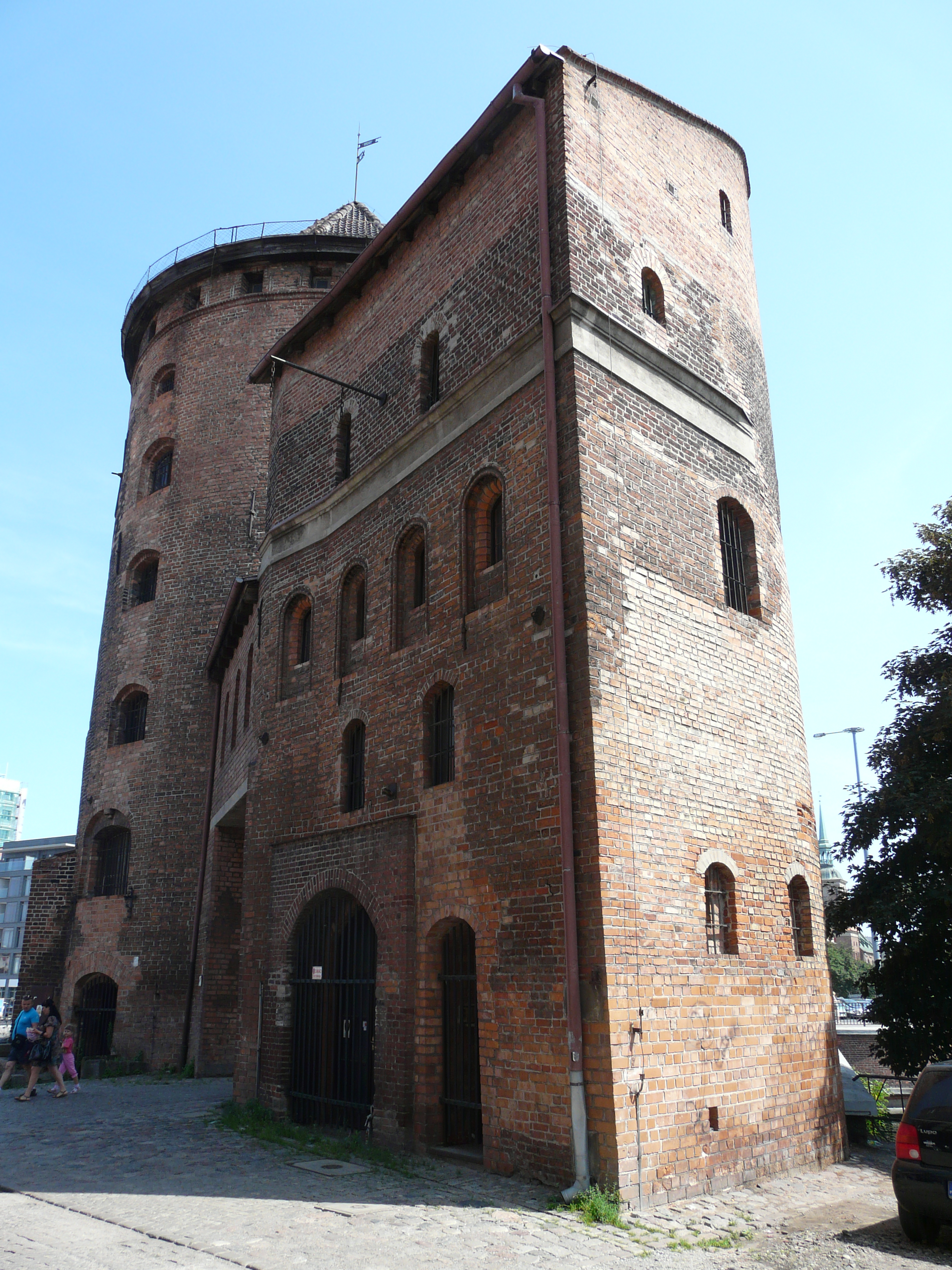
Strona wewnętrzna bramy